# Heart Burst
Albums de Ladylike Dragons
Turn Them Into Gold
(2011)
Heart Burst est le premier album des Ladylike Dragons, publié le 12 octobre 2009 en France.

## Liste des titres
| No  | Titre                      | Durée |
| --- | -------------------------- | ----- |
| 1.  | Slavery                    | 3:19  |
| 2.  | 13 Minutes                 | 3:04  |
| 3.  | My Need Of Naughtyness     | 2:39  |
| 4.  | Travel Box                 | 3:05  |
| 5.  | Fuck Off (A Beautiful Day) | 2:33  |
| 6.  | City And The Lights        | 3:20  |
| 7.  | Like A Reptile             | 2:56  |
| 8.  | Not A Love Song            | 2:10  |
| 9.  | The Wisdom Of My Faith     | 4:09  |
| 10. | The Ghost And The Living   | 3:06  |
| 11. | Bound Together             | 1:53  |
| 12. | Don't Get Me Wrong         | 2:29  |
| 13. | Lose Control               | 2:33  |
| 14. | Campfire                   | 4:48  |